# Diadiplosis
Diadiplosis is een muggengeslacht uit de familie van de galmuggen (Cecidomyiidae).

## Soorten
- D. coccidarum (Cockerell, 1892)
- D. coccidivora (Felt, 1911)
- D. floridana (Felt, 1915)
- D. koebelei (Koebele, 1893)
- D. pulvinariae (Felt, 1912)